# Comté de Rockcastle
Le comté de Rockcastle est un comté de l'État du Kentucky, aux États-Unis. Son siège est situé à Mount Vernon.

## Histoire
Fondé en 1810, le comté a été nommé d'après la rivière Rockcastle.